# Маргаритка
Маргари́тка (лат. Béllis) — род многолетних растений из семейства Астровые.
Естественный ареал рода — Европа, страны Средиземноморья. Насчитывается около 40 видов.

## Описание
Представители рода — мелкие травянистые растения, имеющие короткое корневище и лопатчатые, тупые, городчатые прикорневые листья; наземный стебель безлистный, развивающий одну головку.
Листки покрывала продолговатые, тупые, черноватые, собранные в два ряда. На голом, коническом цветоложе развиваются краевые женские язычковые цветки, белые или розовые, и срединные трубчатые, обоеполые, жёлтые; семянка сплюснутая, без хохолка.

## Маргаритка в культуре
Многочисленные садовые разновидности маргариток принадлежат большей частью к виду Маргаритка многолетняя (Bellis perennis), которую культивируют обычно как двулетнее растение.
Сорта разделяют на две группы:
1. ligulosa — головки состоят только из язычковых цветков
2. fistulosa — головки состоят из длиннотрубчатых, но не жёлтого цвета, цветков.

Маргаритки выращивают в садах на любой хорошей почве. Крупноцветные сорта маргариток обыкновенно не переносят сильных морозов, поэтому на зиму их следует укрывать. Старые экземпляры начинают вырождаться и цвести простыми цветками, а потому их следует выкапывать и разделять на несколько частей; лучше всего эту операцию проводить летом, после цветения.
4 июня 2023 года по результатам голосования на радиопередаче «Vroege Vogels» маргаритка была официально признана национальным цветком Нидерландов. Из всего набранных 53 тыс. голосов маргаритка победила с большим отрывом. Выбор, как объяснил ботаник и руководитель отдела садоводства при лейденском ботаническом саду Рогир ван Вугт (нидерл. Rogier van Vugt), в частности, обусловлен тем, что данный цветок является одним из самых распространённых в Нидерландах.

## Классификация

### Таксономия[5]
Bellis L., 1753, Sp. Pl. : 886
Род Маргаритка относится к семейству Астровые (Asteraceae) порядка Астроцветные (Asterales). Кладограмма в соответствии с Системой APG IV:
|  |                                      |  |                                   |                                   |                    |  | ещё 10 семейств |               |                |                                                                                |
|  |                                      |  |                                   |                                   |                    |  |                 |               |                | 17 подтвержденных и 23 в статусе "непроверенных" видов и инфравидовых таксонов |
|  |                                      |  |                                   | порядок Астроцветные              |                    |  |                 |               | род Маргаритка |                                                                                |
|  |                                      |  |                                   | порядок Астроцветные              |                    |  |                 |               | род Маргаритка |                                                                                |
|  | отдел Цветковые, или Покрытосеменные |  |                                   |                                   | семейство Астровые |  |                 |               |                |                                                                                |
|  | отдел Цветковые, или Покрытосеменные |  |                                   |                                   |                    |  |                 |               |                |                                                                                |
|  |                                      |  | ещё 63 порядка цветковых растений | ещё 63 порядка цветковых растений |                    |  |                 | ещё 1804 рода | ещё 1804 рода  |                                                                                |
|  |                                      |  |                                   | ещё 63 порядка цветковых растений |                    |  |                 |               | ещё 1804 рода  |                                                                                |

### Виды
- в статусе подтвержденных 
  - Bellis annua L.
  - Bellis azorica Hochst.
  - Bellis bernardi Boiss. & Reut.
  - Bellis caerulescens (Coss.) Coss. ex Ball — Маргаритка голубоватая
  - Bellis caerulescens Coss. & Balansa
  - Bellis cordifolia Willk.
  - Bellis hyrcanica Woronow
  - Bellis longifolia Boiss. & Heldr. — Маргаритка длиннолистная
  - Bellis margaritifolia Huter
  - Bellis pappulosa Boiss. ex DC.
  - Bellis pappulosa Boiss.
  - Bellis perennis L. — Маргаритка многолетняя
  - Bellis prostrata Pomel
  - Bellis pusilla (N.Teracc.) Pignatti
  - Bellis rotundifolia Boiss. & Reut.
  - Bellis sylvestris Cirillo — Маргаритка лесная
  - Bellis sylvestris (L.) Cyr.

- в статусе непроверенных по состоянию на декабрь 2022г.
  - Bellis arabica Raeusch.
  - Bellis bernardii Boiss. & Reut.
  - Bellis campestris Vell.
  - Bellis catalaunica Sennen
  - Bellis ciliata var. triflora Raf.
  - Bellis decipiens Gand.
  - Bellis dubia Spreng.
  - Bellis graminea Labill.
  - Bellis helichrysoides hort. ex Herb
  - Bellis latifolia Gand.
  - Bellis magellanica DC.
  - Bellis majoricensis Gand.
  - Bellis minor Gand.
  - Bellis natalis-jesu Sennen & Mauricio
  - Bellis nicolasii Sennen & Mauricio
  - Bellis nutans Raf.
  - Bellis parviflora Raf.
  - Bellis paschalis Sennen & Mauricio
  - Bellis pedunculata Vell.
  - Bellis perennis f. disciformis P.D.Sell
  - Bellis racemosa Steud.
  - Bellis scandens Vell.
  - Bellis subserrata Gand.